# Harald III de Dinamarca
Harald II de Dinamarca (1040-1080) fou rei dels danesos des de 1076 fins a la seva mort, quan fou succeït per Canut IV de Dinamarca per manca de descendents. El seu regnat destaca per unificar la moneda i per iniciar la reforma de la justícia. Pel domini dels nobles en els assumptes interns i pel seu refús a participar en guerres, fou conegut com a "Harald el Tou"